# Jardín Botánico de Bellevue
El Jardín Botánico de Bellevue (en inglés Bellevue Botanical Garden) es un jardín botánico de 21,3 hectáreas (53 acres) de extensión en Bellevue, Washington. 

## Localización
Bellevue Botanical Garden, P.O. Box 40536, 12001 Main Street, 
Bellevue, Washington Washington WA 98015-4536
- Teléfono: (425) 451-3755

Se encuentra abierto diariamente y su entrada es libre.

## Historia
El ayuntamiento de la ciudad de Bellevue es el propietario y administrador del jardín botánico a través de su "City of Bellevue Parks Department" en estrecha cooperación con diversos grupos de jardinería, entre los que destaca el "Bellevue Botanical Garden Society"
La sociedad es una organización no lucrativa establecida en 1985, está administrada por una junta directiva y apoyada por los voluntarios. Los fondos proceden de las cuotas de los miembros, actos de recaudación de fondos, y donaciones. 

## Colecciones
El área del jardín incluye varios jardines de exhibición: 
- Bosques
- Praderas
- Humedales

Sus colecciones específicas: 
- Rocalla de plantas alpinas
- Colección de dalias
- Jardín de la entrada,
- Colección de fuchsia,
- Jardín de plantas tapizantes del terreno,
- Prado de la senda perdida, entre otros con western redcedar (Thuja plicata), Douglas-fir (Pseudotsuga), bigleaf maple (Acer macrophyllum), vine maple (Acer circinatum), etc y numerosos arbustos nativos.
- Yao Garden, jardín japonés con Aceres, Viburnum, Hydrangeas, etc